# Gesetz der Alliierten Hohen Kommission
Die Alliierte Hohe Kommission übernahm die Aufgaben der drei Alliierten Kontrollkommissionen in Deutschland, nachdem am 12. Mai 1949 durch die Alliierten offiziell das Besatzungsstatut verkündet wurde. Die von der Alliierten Hohen Kommission erlassenen Gesetze (AHK-Gesetze), die in französischer, englischer und deutscher Sprache veröffentlicht wurden, erschienen in Form von Amtsblättern, der Official Gazette of the Allied High Commission for Germany, und sollten im Wesentlichen die Grundlagen für eine demokratische Grundordnung Deutschlands schaffen, indem zum Beispiel die Konzentration wirtschaftlicher Macht in wenigen Konzernen abgeschafft und Mitbestimmung gefördert wurde, Rechtsprechung und Exekutive neu geordnet wurden. Gedruckt wurden die Amtsblätter in Baden-Baden. Angewandt wurden die Gesetze durch die Gerichte der Alliierten in Deutschland.
Besondere Auswirkungen hatten folgende Gesetze:
- Gesetz Nr. 9 „Sonderrechte und diplomatische Immunität der internationalen Kontrollbehörde für die Ruhr“, in dem die weitreichenden Befugnisse der durch das Ruhrstatut geschaffenen Kontrollbehörde geregelt wurden.
- Gesetz Nr. 13 „Gerichtsbarkeit in den vorbehaltenen Gebieten“, das die Gerichtsbarkeit aller mit Belangen der Hohen Kommission betrauten Personen und Vorgänge durch deutsche Gerichte ausschloss.[1]
- Gesetz Nr. 27 „Umgestaltung des deutschen Kohlebergbaues und der deutschen Stahl- und Eisenindustrie“, in dem die Entflechtung der Montan- und Stahlindustrie angeordnet wurde. Als Folge dieses Gesetzes wurden nahezu alle großen Konzerne dieser Branchen in den Jahren 1951/1952 (Friedrich Krupp AG, Hoesch AG, Thyssen AG, Mannesmannröhren-Werke, Flick-Konzern, die Reichswerke Hermann Göring und andere) zerschlagen und formierten sich danach teilweise erneut.
- Gesetz Nr. 63 „Zur Klarstellung der Rechtslage in Bezug auf deutsches Auslandsvermögen und andere im Wege der Reparation oder Rückerstattung erfasste Vermögensgegenstände“, das zum Beispiel dazu führte, dass die deutschen Aktionäre der Algemeene Kunstzijde Unie N.V. (AKU) die Enteignung ihrer AKU-Aktien auch mit wirtschaftlicher Wirkung für die deutschen Westzonen und die Bundesrepublik hinnehmen mussten.[2]